# Chen Nien-chin
Dans ce nom chinois, le nom de famille, Chen, précède le nom personnel Nien-chin.
Chen Nien-chin, née le 10 mai 1997 , est une boxeuse taïwanaise de poids moyen.

## Origines
Aborigène taiwanaise, elle est originaire du comté de Hualien, ayant des parents Amis et Bunun,.

## Carrière de boxe
En 2016, elle remporte une médaille de bronze aux Championnats du monde mais se fait se fait éliminer au premier combat lors des Jeux olympiques de Rio. Chen reçoit un diagnostic de cancer du lymphome hodgkinien de stade II en 2019. Elle parvient à se rétablir en 2020 grâce une chimiothérapie. Après sa guérison, elle représente sa nation aux Jeux olympiques de 2020, à Tokyo dans la catégorie poids welter où elle atteint les quarts de finale avant d'être éliminée. Le 30 juillet 2021, elle perd un combat contre la boxeuse Lovlina Borgohain. Elle remporte une médaille d'or au tournoi international de boxe ouvert de Thaïlande en 2022.
En août 2024, elle participe aux Jeux olympiques de Paris dans la catégorie des 66 kg,. Elle s'incline en demi-finale, et est de fait médaillée de bronze.